# Mazerat-Aurouze
Mazerat-Aurouze là một xã thuộc tỉnh Haute-Loire trong vùng Auvergne-Rhône-Alpes ở nam trung bộ nước Pháp. Khu vực này có độ cao trung bình 600 mét trên mực nước biển. Theo điều tra dân số năm 1999 của INSEE có dân số 198 người.
Sông Senouire chảy theo hướng tây nam, sau đó là tây bắc qua thị trấn.